# 克柳基 (羅夫諾州)
50°19′18″N 25°42′24″E / 50.32167°N 25.70667°E
克柳基（羅馬化：Kliuky）是烏克蘭的村落，位於該國西北部羅夫諾州，由杜布諾區負責管轄，面積0.26平方公里，海拔高度202米，2001年人口121，人口密度每平方公里458.3人。